# Kiedy byliśmy sierotami
Kiedy byliśmy sierotami (tyt. oryginału When We Were Orphans) – powieść napisana w 2000 r. przez urodzonego w Japonii brytyjskiego pisarza Kazuo Ishiguro, wydana w Polsce w 2000 roku. 

## Fabuła
Na początku lat dwudziestych XX w. Christopher Banks spędza dzieciństwo w amerykańsko-angielskiej enklawie w Szanghaju  (Chiny). Kiedy chłopiec ma dziesięć lat jego ojciec, biznesmen handlujący opium, i matka znikają w odstępie kilku tygodni. Christopher zostaje wysłany do mieszkającej w  Anglii ciotki. Młody Anglik postanawia rozwiązać sprawę zaginięcia rodziców.

## Nagroda
- 2010 - nominacja do Nagrody Bookera